# 國眼一成
國眼 一成（こくがん かずなり、1984年 - ）は、日本の建築家。久米設計所属。兵庫県生まれ。
2006年、日本大学理工学部建築学科卒業後、2008年、日本大学大学院理工学研究科修士課程（今村雅樹研究室）修了。同年より久米設計に所属。
代表作に愛知県立愛知総合工科高等学校、郡山アーバンデザインセンター（UDCKo）コンペティション入賞

建築環境デザインコンペティション第23回 : 風と生きる建築で選外佳作
「名古屋大学ITbM」で2018年JIA優秀建築選